# ضفدع ناعم الظهر
ضفدع ناعم الظهر (الاسم العلمي: Rana psilonota) (بالإنجليزية: smooth-backed frog)‏ هو نوع من الحيوانات يتبع جنس الضفدع الحقيقي من فصيلة الضفادع الحقيقية.